# 부산 서면 돌려차기 사건
부산 돌려차기 사건은 2022년 5월 22일 오전 5시경, 대한민국 부산광역시 부산진구 서면에서 30대 남성 이현우(1992년생)가 20대 여성의 후두부(뒷머리)를 돌려차기로 가격하고 기절할 때까지 수차례 걷어찬 뒤 끌고 간 폭행 및 강간살인미수 사건이다.

## 발생
피해자인 20대 여성은 전날 버스킹을 보고 새벽이었던 2022년 5월 22일 오전 5시경, 오피스텔로 돌아왔다. 이때 엘레베이터가 오기를 기다리고 있던 피해자 여성의 등 뒤에서 평소에 알지 못하던 30대 남성이 다가와 뒷머리를 돌려차기로 가격하였다. 피해자는 바닥에 쓰러졌으며 가해자는 쓰러진 피해자를 몇 차례 짓밟는 등 무차별적으로 폭행한 뒤, 여성을 들쳐메고 CCTV가 없는 복도 쪽으로 향하여 8분간 CCTV에서 보이지 않게 되었다. 이후 오피스텔 1층에서 쓰러져 있던 여성을 다른 주민이 발견하여 신고하였다. 가해자의 여자친구는 이때 도망친 가해자를 자신의 집에 숨겨 주고, 수색 중이던 경찰에게 거짓말을 하여 수사에 혼선을 주었다.
폭행을 당한 피해자는 외상성 두개내출혈(頭蓋内出血, intracranial hemorrhage)과 우측 하지의 마비 등의 상해를 입었다. 또한 해리성 기억상실로 인해 제대로 상황을 기억하지 못하였다. 최초 목격자인 오피스텔의 입주민에 따르면 상의가 올라가 있고 바지 단추가 풀린 채 바지와 밑단이 내려가 있었다 하여 성범죄 의혹이 당초 제기되었다. 처음 DNA 감정에서는 가해자의 DNA가 검출되지 않았으나, 항소심에서 재차 진행된 DNA 감정에서 가해자의 Y염색체를 포함한 DNA가 검출되었다.
2024년 10월 21일 법원은 가해자가 피해자에게 1억원을 배상해야 한다는 판결을 내렸다.

## 가해자
가해자 이현우는 전직 경호원 출신으로 알려졌다. 또한 이미 과거 여러 차례 전과가 있어 징역을 살다 나와 재범을 저지른 것으로 확인되었다. 1992년 5월 30일 부산 영도구 청학동에서 출생한 이현우는 전직 경호업체 직원인 무직자로 주거 부정 상태이다. 키 171cm, A형, 건장한 체격에 온몸엔 문신이 있다. 중학교 시기에는 담배를 피우던 중 아이들이 불난다고 하면서 물총을 쏘자 폭행하여 아이들의 얼굴을 깨지게 했다. 6차례에 걸쳐 소년보호처분을 받았으며 소년원에서 출소하자 마자 한 달 동안 30회의 범죄를 저지르기도 하였다.
2020년 8월 24일 이현우는 「대구지방법원 서부지원 2020고단793」 폭력행위등처벌에관한법률위반(공동주거침입)등 사건에 대해 형사판결서등열람복사제한신청서를 제출해 판결서 열람이 제한되었다. 함께 기소된 공범은 항소를 제기하지 않았으나, 2020년 8월 26일 이현우는 상소 제기하였고 2020년 8월 27일 항소장을 제출했다. 이현우는 징역 2년 6월 형이 너무 무거워서 부당하다고 양형 부당을 주장했다. 2020년 2년 형을 최종 선고 받고 2022년 3월 출소한 이현우는 출소한 지 약 3개월 만인 2022년 5월 22일 살인미수 사건을 일으켜 2022년 6월 2일 부산구치소 수감을 시작했다.
1심에서 실형을 선고 받은 뒤 부산구치소에 수감되었는데, 구치소에서 피해자의 신상을 외우고 있으며 구치소 동기까지 피해자가 사는 아파트 이름을 알게 될 정도였다고 한다. 또한 가해자가 구치소에서 탈옥해서 배로 때려 죽이겠다는 말도 하였다고 전해졌다. 이러한 보복 범죄의 가능성에 대해 피해자가 두려움을 호소하기도 하였으며, 신상 공개 기준에 살아 있는 피해자에 대한 보복 범죄 가능성이 있는 경우를 추가해야 한다고 주장했다. 경찰은 범죄의 중대성과 잔인성 면에서 신상정보 공개 기준에 해당하지 않는다는 이유로 가해자의 신상을 공개하지 않았다.
사설탐정 유튜브 채널인 카라큘라 탐정사무소에서는 가해자의 이름이나 사는 곳 등의 개인정보와 전과 기록을 공개하였다. 정당한 법적 절차 없이 신상 정보를 공개하는 것은 불법이며, 유튜브에서는 개인정보 침해를 이유로 콘텐츠 제한 여부를 판단하겠다고 밝혔다. 그러나 카라큘라는 사실적시 명예훼손으로 처벌받을 수 있고 가해자가 출소한 뒤 보복 범죄의 표적이 될 수 있다는 것도 이미 알고 있지만, 유튜버인 자신이 피해자의 고통을 분담하기 위해서 할 수 있는 방법이 이것이었다고 밝혔다. 피해자 역시 카라큘라의 해당 영상에서 이러한 신상 공개를 요구하는 피해자는 사적제재가 아닌, 자신과 같은 피해자가 더 생기지 않길 바라는 마음을 가지고 있다고 말하였다. 신상이 유튜버에 의해 공개된 이후 온라인상에서 가해자의 SNS 계정이 알려지기도 했다. 항소심 법원의 신상공개 결정 판결에 따라 신상이 공개되었다. 가해자가 가해자의 어머니가 죽으면 귀휴 탈옥할 계획하고 있다는 주장이 나왔다.

### 피고인 범죄전력
이 사건 전까지 18회 형사 입건된 전력이 있다.
2006년 12월 12일 부산영도경찰서는 이현우를 특수절도, 특수절도미수 죄로 입건하였다. 2006년 12월 27일 부산지방검찰청은 소년보호사건 송치하였다. 2006년 12월 18일 특수절도, 특수절도미수 죄로 부산영도경찰서에 입건되었고 2006년 12월 27일 부산지방검찰청은 소년보호사건 송치하였다.
2007년 3월 14일 폭력행위등처벌에관한법률위반(공동공갈) 죄로 부산동부경찰서에 입건되었고 2007년 6월 4일 부산지방법원은 소년보호사건 송치하였다. 2007년 3월 20일 강간 죄로 부산중부경찰서에 입건되었고 2007년 7월 27일 부산지방검찰청은 소년보호사건 송치하였다. 2007년 3월 22일 폭력행위등처벌에관한법률위반(공동공갈) 죄로 부산사상경찰서에 입건되었고 2007년 6월 4일 부산지방법원은 소년보호사건 송치하였다. 2007년 9월 18일 폭력행위등처벌에관한법률위반(공동공갈) 죄로 경남거제경찰서에 입건되었고 2007년 12월 26일 전주지방검찰청은 소년보호사건 송치하였다.
2009년 2월 26일 폭력행위등처벌에관한법률위반(공동공갈) 죄로 부산진경찰서에 입건되었다. 2009년 1월 말 저녁 10시 경 부산 사상구 모 주차장에서 원동기장치자전거 운전면허 없이 125CC 오토바이를 운전한 것을 비롯하여 2009년 2월 7일 저녁 6시 55분경까지 8회에 걸쳐 오토바이를 무면허로 운전하였다.(도로교통법위반(무면허운전)) 2009년 3월 9일 강도상해, 폭력행위등처벌에관한법률위반(공동공갈), 도로교통법위반(무면허운전), 폭력행위등처벌에관한법률위반(공동상해), 특수절도, 특수강도, 특수절도미수 죄로 부산진경찰서에 입건되었다. 2009년 3월 15일 강도상해, 폭력행위등처벌에관한법률위반(공동공갈), 도로교통법위반(무면허운전), 폭력행위등처벌에관한법률위반(공동상해), 특수절도, 특수강도, 특수절도미수 죄로 부산중부경찰서에 입건되었다. 2009년 4월 21일 강도상해, 폭력행위등처벌에관한법률위반(공동공갈), 도로교통법위반(무면허운전), 폭력행위등처벌에관한법률위반(공동상해), 특수절도, 특수강도, 특수절도미수 죄로 부산중부경찰서에 입건되었다. 2009년 9월 18일 부산지방법원은 위 4개 사건을 병합하여 징역 장기 3년 6월, 단기 3년, 벌금 20만원 형을 선고하였다.
2010년 11월 12일 상해 죄로 경북김천소년교도소에 입건되었고, 2010년 12월 22일 대구지방법원 김천지원은 벌금 100만원 형을 선고하였다.
2013년 3월 13일 폭력행위등처벌에관한법률위반(집단.흉기등상해), 상해, 특수절도, 특정범죄가중처벌등에관한법률위반(강도상해등재범) 죄로 부산중부경찰서에 입건되었다. 2013년 3월 15일 특정범죄가중처벌등에관한법률위반(강도상해등재범) 죄로 부산강서경찰서에 입건되었다. 2013년 3월 18일 폭력행위등처벌에관한법률위반(집단.흉기등상해), 상해 죄로 부산중부경찰서에 입건되었다.
2014년 5월 1일 부산고등법원은 위 3개 사건을 병합하여 징역 6년 형을 선고하였다.
2020년 3월 5일 상해, 여신전문금융업법위반, 전자금융거래법위반, 사기, 특수절도, 폭력행위등처벌에관한법률위반(공동주거침입) 죄로 대구성서경찰서에 입건되었고, 2020년 3월 17일 안우민과 같이 기소되었다(2020고단793). 2020년 3월 11일 울산울주경찰서에 전자금융거래법위반, 사기 죄로 입건되어 2020년 6월 12일 대구지방검찰청 서부지청이 기소하였다. 2020년 6월 17일 2020고단793 사건으로 병합되었다. 2020년 3월 25일 상해 죄로 경기의정부경찰서에 입건되어 2020년 5월 12일 대구지방검찰청 서부지청이 기소하였다. 2020년 5월 13일 2020고단793 사건으로 병합되었다. 2020년 6월 2일 부산영도경찰서에 전자금융거래법위반 죄로 입건되었고 2020년 7월 10일 대구지방검찰청 서부지청은 공소권 없음으로 불기소처분했다.
 2020년 11월 13일 대구지방법원은 「폭력행위등처벌에관한법률위반(공동주거침입), 전자금융거래법위반, 여신전문금융업법위반, 상해, 특수절도, 사기」(3개 사건 병합) 죄로 징역 2년을 선고하였다. 2022년 3월 3일 부산교도소에서 형기종료로 출소하였다.

## 재판 진행 및 결과

### 1심: 부산지방법원
당초 검찰은 가해자에 대하여 징역 20년을 구형하였으나, 1심 재판부인 부산지방법원은 가해자 남성에 대하여 징역 12년, 가해자를 숨겨주었던 여자친구에게는 징역 8개월 및 집행유예 2년을 선고하였다. 가해자는 살해할 의도가 없었다고 주장하였으나 1심 재판부는 사망할 위험성이 있단 것을 예견하였음에도 폭행을 이어갔으므로 살인의 고의가 있었다고 판단하였으며, 음주로 인한 심신미약도 인정하지 않았다. 가해자와 검찰 측 모두 항소하였다.
이러한 판결에 대해 피해자는 네이트판에 "12년 뒤 저는 죽습니다"라는 제목의 게시글을 올리며, 증거가 넘치는데도 가해자가 12년만 살고 나온다는 생각에 숨이 턱턱 막히며 사회악인 가해자가 다시는 사회에 나오지 않으면 좋겠다는 심경을 밝혔다.

### 2심(항소심): 부산고등법원
검찰은 2023년 5월 31일 항소심 결심공판에서 징역 35년, 위치추적장치 부착, 보호관찰명령 20년을 구형했으며, 공소장에 강간살인미수를 추가하도록 변경을 요청하였고 받아들여졌다. 공소장이 변경된 이유는 유전자 감식으로 피해자의 청바지 안쪽과 허벅지 부위 4곳, 가디건 1곳에서 가해자의 Y염색체가 검출되었기 때문이다. 유전자 감식 결과에 대해 검찰은 피해자의 바지를 벗기거나 벗긴 후 입히는 과정에서 접촉이 있었다는 객관적인 물증으로 보고, 강간살인미수죄를 입증할 수 있는 결정적인 증거로 판단하여 공소장 변경을 요청했다. 이러한 공소장 변경과 철저한 DNA 재감정의 배경에는 이원석 검찰총장의 특별지시가 있었다고 알려졌다. 가해자는 여전히 살인과 성폭행 의도가 있었다는 것을 부인하였다.
검사는 피고인 범죄사실을 ‘2022년 5월 22일 새벽 부산 부산진구 부전동 노상에서 귀가하는 피해자를 성폭력 하기 위하여 뒤따라가, 건물 엘리베이터 앞에 서있는 피해자의 뒤에서, 돌려차기로 뒷머리를 강하게 걷어차 쓰러뜨리고 머리를 발로 밟아 의식을 잃게 하였으며, 피해자를 CCTV 사각지대로 어깨에 메고 가 피해자의 청바지와 속옷등을 벗겨내어 성폭력 하려 하여 피해자에게 뇌출혈 등으로 인한 미만성뇌손상 등을 가함’으로 수정했다.
6월 12일 재판부는 선고공판에서 징역 20년 형을 선고하였다. 또한 재판부는 징역 20년에 더하여 10년간 정보 공개, 10년간 아동청소년 관련 기관 취업 제한, 20년간 위치추적장치 부착, 성폭력 교육 80시간 이수 등을 명령했다. 판결문에서 재판부는 이 사건이 단순 폭행이 아닌 성폭력을 하기 위한 폭행이었다고 밝혔다.
이러한 법원의 판결에 가해자는 "왜 저는 이리 많은 징역을 받아야 하는지 모르겠다"며 상고해 대법원 판결을 받게 되었다.

### 3심(상고심): 대법원
2023년 9월 21일 대법원은 징역 20년에 신상공개 10년, 아동·청소년·장애인 관련기관 취업제한, 20년간 위치추적 전자장치 부착 명령이 내려진 2심 판결을 유지했다.

## 피해자 보복 협박사건

### 1심 부산지방법원
2023년 12월 28일, 부산지검 서부지청 형사1부에서는 가해자를 보복협박 등의 혐의로 기소했다. 가해자는 구치소의 같은 호실에 수감되어 있던 유튜버에게 출소 이후 자신이 피해자에게 보복할 것이라는 협박성 발언을 한 것으로 알려졌다.
2024년 5월 27일 동료 수감자의 증언에 의하면 가해자가 피해자를 보복할려고 탈옥까지 계획을 세운것으로 드러났다. 추가 보복대상에 판·검사 이름도 작성한 것으로 드러났다.

## 전 여친 협박 사건

### 1심 부산지방법원
구치소에서 전 여자 친구에게 협박 편지를 보낸 혐의로 자신의 혐의를 모두 인정했다.

## 기타
어떤 영화사에서 해당 사건을 토대로 영화로 만든다고 발표했다. 제목은 ‘악마가 될 수밖에 (영화)’(가제), 임용재 감독·각본에 전효성·연제형 주연이다. 2025년 에 개봉 할 예정이다.